# Episodi di La CQ - Una scuola fuori dalla media (prima stagione)
La prima stagione della serie televisiva La CQ - Una scuola fuori dalla media viene trasmessa in America Latina dal 6 agosto 2012 al 17 settembre 2012. In Italia è stata trasmessa da Boing dal 4 giugno 2013 al 15 luglio 2013.
| nº  | Titolo originale                | Titolo italiano                 | Prima TV America latina | Prima TV Italia   |
| --- | ------------------------------- | ------------------------------- | ----------------------- | ----------------- |
| 1   | Bienvenida a la CQ              | Bentornati alla CQ              | 6 agosto 2012           | 4 giugno 2013     |
| 2   | Monche reprobado                | Monche viene bocciato           | 6 agosto 2012           | 5 giugno 2013     |
| 3   | El barro de Clara               | Il brufolo di Clara             | 6 agosto 2012           | 6 giugno 2013     |
| 4   | Cartas de amor                  | Lettera d'amore                 | 8 agosto 2012           | 7 giugno 2013     |
| 5-6 | Baile de Bienvenida             | Ballo di Benvenuto              | 14-15 agosto 2012       | 10-11 giugno 2013 |
| 7   | El proyecto de cencias          | Il progetto di scienze          | 16 agosto 2012          | 12 giugno 2013    |
| 8   | Nos vemos a la salida           | La leggenda di Fifas Gomez      | 20 agosto 2012          | 13 giugno 2013    |
| 9   | Adri adicta a los videojuegos   | Adri dipendente dai videogiochi | 20 agosto 2012          | 14 giugno 2013    |
| 10  | El cumpleanos de Monche         | Il compleanno di Monche         | 21 agosto 2012          | 17 giugno 2013    |
| 11  | Adri porrista                   | Adri Cheerleader                | 22 agosto 2012          | 18 giugno 2013    |
| 12  | La kermés del mes               | La festa del mese               | 23 agosto 2012          | 19 giugno 2013    |
| 13  | Arturo perfecto                 | Arturo il perfetto              | 24 agosto 2012          | 20 giugno 2013    |
| 14  | Las olimpíadas del conocimiento | Le olimpiadi                    | 27 agosto 2012          | 21 giugno 2013    |
| 15  | Clases para conquistar          | Classi da conquistare           | 28 agosto 2012          | 1º luglio 2013    |
| 16  | Adri soplona                    | Adri l'infiltrata               | 29 agosto 2012          | 2 luglio 2013     |
| 17  | El fisgón del retrete           | La spia nel bagno               | 30 agosto 2012          | 3 luglio 2013     |
| 18  | El chismógrafo                  | Il pettegolometro               | 31 agosto 2012          | 4 luglio 2013     |
| 19  | Ángel apestoso                  | Ángel puzza                     | 3 settembre 2012        | 5 luglio 2013     |
| 20  | Bromas pesadas                  | Scherzi ricambiati              | 4 settembre 2012        | 8 luglio 2013     |
| 21  | Los vengadores                  | I vendicatori                   | 5 settembre 2012        | 9 luglio 2013     |
| 22  | Cambio de personalidades        | Scambio di corpi                | 6 settembre 2012        | 10 luglio 2013    |
| 23  | Alumnos de intercambio          | Alunni di intercambio           | 7 settembre 2012        | 11 luglio 2013    |
| 24  | La novia de Ángel               | La sposa di Ángel               | 10 settembre 2012       | 12 luglio 2013    |
| 25  | El primer beso                  | Il primo bacio                  | 17 settembre 2012       | 15 luglio 2013    |

## Bentornati alla CQ
- Diretto da:
- Scritto da:

### Trama
Angel e Adri Del Rio sono appena tornati a scuola e fanno brutti incontri: prima incontrano Danny e Jenny Pinto, questa cerca di sedurre Angel e comanda su sua cugina Danny, e poi incontrano Roque, il bullo della scuola. Però successivamente incontrano i loro amici Beto, il "secchione" e Monche, il tonto. Angel cercherà di conquistare una ragazza nuova, Clara Licona.

## Monche viene bocciato
- Diretto da:
- Scritto da:

### Trama
Il direttore avvisa Monche che il suo esame finale del primo anno è fallito e non potrà passare al secondo. Beto gli costruisce un apparecchio da cui gli suggerisce le risposte, ma Jenny lo viene a sapere e avverte il direttore che va a controllare. Fortunatamente Monche passa l'apparecchio a Roque, che aveva anch'egli fallito l'esame. Roque supera quindi l'esame con successo, come lo supera anche Monche.

## Il brufolo di Clara
- Diretto da:
- Scritto da:

### Trama
Ángel vuole invitare Clara all'anteprima di un film, chiamato Splashman. Clara però rifiuta, motivo: ha un brufolo grande come un vulcano sul viso. Jenny la vede e le dà una crema per farle scomparire il brufolo, ma in realtà è una crema che risalta le imperfezioni.
Clara si rivolge quindi all'infermiera, che le dà una pomata che funziona, ma in una settimana.. Ángel ha perso la pazienza e invita quindi Jenny all'anteprima di un film, dandole il biglietto. Clara, grazie ad un consiglio di Adri, si fa coraggio e parla con Ángel. Grazie al cielo i due si riappacificano e fortunatamente Clara ha altri due biglietti per l'anteprima. Jenny viene scaricata quindi da Ángel, ma andrà lo stesso al cinema, ma con Monche.

## Lettere d'amore
- Diretto da:
- Scritto da:

### Trama
Ángel vuole conquistare Clara e le scrive una lettera d'amore. La consegna a Monche che deve a sua volta darla a Clara, ma la lettera finisce nelle mani di Ernestina, la donna della mensa. Ernestina risponde alla lettera e la dà a Monche, per fargliela consegnare all'ammiratore segreto. Jenny nel frattempo ha un problema sul viso, ma Clara, da brava persona, gli metterà un po' di trucco e risolverà il problema. Ángel strappa la lettera dalle mani di Monche, che non riuscirà mai a dirgli la verità. Anche la risposta di Ángel viene strappata dalle mani di Monche da Ernestina. I due si devono incontrare in palestra e Ángel scopre tutto. Però idea un piano e Ernestina incontrerà invece il professore di educazione fisica e se ne andrà disgustata.

## Ballo di Benvenuto
- Diretto da:
- Scritto da:

### Trama
Ángel finalmente vuole invitare Clara al Ballo di Benvenuto, ma Jenny, perfida come sempre, dice a Clara che la prima ballerà con Ángel.
Clara è triste ma dice che andrà al ballo con Roque. Danny invita Beto al ballo, ma lui non sa ballare e quindi idea un aggeggio per ballare. Ángel vuole scoprire il motivo per cui Clara è arrabbiata con lui. Adri pensa che Monche voglia invitarla al ballo e cerca di evitarlo. L'invenzione di Beto finisce nel punch: Beto e Danny inizialmente prendono la scossa, ma Danny si stacca subito da Beto, che a sua volta tocca Jenny che prende la scossa. Vengono percossi da scosse elettriche per qualche secondo ma poi Ángel toglie dall'acqua l'aggeggio e Jenny e Beto cadono a terra sfiniti. Ángel e Clara si chiariscono e si lanciano nella mischia.

## Il progetto di scienze
Per il progetto di scienze Angel collabora con Clara e realizzano un finto vulcano e Monche invece lavora con Roque.Jenny e Danny però vogliono sabotare il tutto. Ma poi Angel e Clara e Monche e Roque avranno buoni voti e Jenny e Danny invece prenderanno un'insufficienza.

## Adri dipendente dai videogiochi
Adri è diventata dipendente da un videogioco e non riesce più a smettere di giocare toccherà ad Angel, Monche, Beto e Clara guarirla. Intanto Jenny e Danny devono convincere Clara a collaborare con loro per un trio musicale.

## Adri cheerleader
Adri vuole diventare cheerleader e allora Clara la aiuta a rifarsi il look per renderla più bella ma Jenny non sopporta il fatto che lei diventi cheerleader allora le dà lezioni sbagliate in modo da farla eliminare e ci riuscirà. Nel frattempo Monche è stato incaricato di tirare un rigore e Angel e Beto sono preoccupati...

## Arturo il perfetto
Clara si innamora di Arturo, ragazzo di 3ª media, e Angel è molto geloso allora cerca, insieme a Beto, Monche e Jenny, di rendere puzzolente l'alito di Clara ma lei lo scopre, si arrabbia con Angel, si lasciano ma poi si chiariscono e lei lo bacia anche se saranno solo amici.Infine Beto organizza una sfida a chi ha l'alito più puzzolente tra Arturo e Roque: vincerà Roque.

## Le olimpiadi
Il professore organizza le qualificazioni alle olimpiadi scolastiche e Monche copia le risposte da Beto vincendo. Successivamente Monche viene definito il più bravo del mondo. Nel frattempo tutti perdono le loro identità:Roque diventa il più scemo al posto di Monche, Monche diventa appunto il più intelligente e Beto diventa bullo, senza successo. Poi Monche confessa al professore di aver copiato le risposte da Beto e tutto torna alla normalità.